# Leopoldo Alfredo Bravo

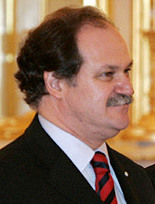
Leopoldo Alfredo Bravo (2007)

Leopoldo Alfredo Bravo (* 30. Juli 1960 in San Juan; † 30. Oktober 2010 ebenda) war ein argentinischer Diplomat.
Bravo war ein Sohn des ehemaligen Gouverneurs Leopoldo Bravo. 2006 wurde er von Präsident Néstor Kirchner als argentinischer Botschafter in die Russische Föderation entsandt. Bravo bekleidete dieses Amt bis zu seinem Tod.
Bravo war verheiratet und hatte vier Kinder.